# Snomed-CT
Snomed-CT (Systematized Nomenclature of Medicine – Clinical Terms) es la terminología clínica integral, multilingüe y codificada de mayor amplitud, precisión e importancia desarrollada en el mundo.

## Historia
Snomed CT es un producto que nace de la fusión entre Snomed RT (Snomed Reference Terminology), creada por el College of American Pathologists (CAP) y el Clinical Terms Version 3 (CTV3), desarrollada por la National Health Service (NHS) del Reino Unido. Esta fusión ha permitido la combinación de los términos en los ámbitos de las ciencias básicas, la bioquímica y las especialidades médicas de Snomed RT con los contenidos de la atención primaria del CTV3, dando lugar a una terminología de referencia que permite a los profesionales de la salud de todo el mundo representar la información clínica de forma precisa e inequívoca, en formato multilingüe.
Actualmente, esta terminología es mantenida y distribuida por la International Health Terminology Standards Development Organisation (IHTSDO).
Snomed-CT se está convirtiendo en un estándar al estar apoyado por los gobiernos de Argentina, Australia, Canadá, Chipre, Dinamarca, Eslovaquia, Eslovenia, España, Estados Unidos de América, Estonia, Islandia, Israel, Lituania, Malta, Nueva Zelanda, Países Bajos, Polonia, Reino Unido, Singapur, Suecia y Uruguay.